# Konstantin Petrowitsch Ponomarjow

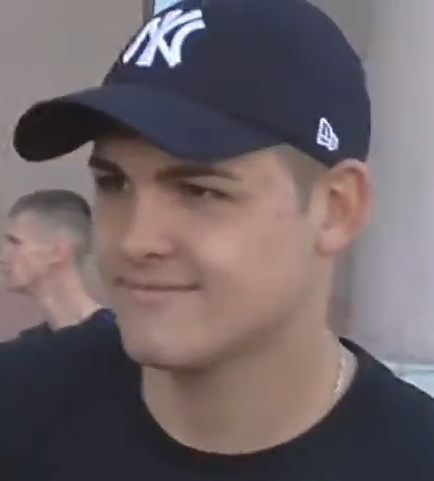
Konstantin Ponomarjow (Juli 2017)

Konstantin Petrowitsch Ponomarjow (russisch Константин Петрович Пономарёв, englisch Konstantin Petrovich Ponomaryov, fälschlicherweise auch Ponomarev; * 17. Oktober 1992 in Miass) ist ein russischer Profiboxer und aktuell ungeschlagen. Er ist aktueller russischer Meister im Mittelgewicht und unter anderem ehemaliger NABF-Champion im Weltergewicht. Er boxt in der Normalauslage und wird vom mexikanischen Meistertrainer Abel Sanchez trainiert.

## Profikarriere
Ponomarjow begann seine Profikarriere im Jahr 2010. 
Ende Mai des Jahres 2011 trat er gegen den Ukrainer Fedor Mushtranov um den vakanten Jugendweltmeisterschaftgürtel des WBC an und siegte in einem auf acht Runden angesetzten Kampf durch einstimmigen Beschluss. Ende November desselben Jahres eroberte er den WBC-Youth-Intercontinental-Titel, als er ebenfalls über acht Runden den Georgier Beka Sutidze ebenfalls durch einstimmige Punktrichterentscheidung bezwang.
Am 24. März 2018 schlug er Pavel Mamontov über 10 Runden nach Punkten um die russische Meisterschaft.

## Titel
- NABF im Weltergewicht
- WBC Youth World im Weltergewicht
- WBC Baltic im Weltergewicht
- WBC Youth Intercontinental im Weltergewicht
- Russische Meisterschaft im Mittelgewicht